# Amanda Plummer
Amanda Michael Plummer, född 23 mars 1957 i New York, är en amerikansk skådespelare. Hon är dotter till skådespelarna Christopher Plummer och Tammy Grimes.

## Filmografi, i urval
- 1982 – Garp och hans värld
- 1984 – Hotell New Hampshire
- 1990 – Joe och vulkanen
- 1991 – Fisher King
- 1993 – Köplust
- 1993 – En brud på hugget
- 1994 – Pulp Fiction
- 1995 – God's Army
- 1997 – Herkules (röst)
- 1999 – 8 ½ kvinnor
- 2002 – Ken Park
- 2003 – Mitt liv utan mig
- 2013 – The Hunger Games: Catching Fire
- 2025 – The Mastermind